# Demonax planatus
Demonax planatus là một loài bọ cánh cứng trong họ Cerambycidae.